# Stridsvagn 74
Pour les articles homonymes, voir Stridsvagn.
Le Stridsvagn 74 était un char de combat suédois utilisé de 1958 à 1984. C'était une modification du Stridsvagn m/42, un autre char suédois conçu durant la Seconde Guerre mondiale. Le char disposait d'une tourelle entièrement nouvelle avec un canon de 75 mm basé sur le Bofors 75 mm modèle 1929. Le char pesait 22,5 tonnes et était propulsé par un moteur Scania-Vabis. 
Plusieurs tourelles des chars retirés du service ont servi de pièces d'artillerie côtière fixe jusqu'en 2000.